# Taeniopora penniformis
Taeniopora penniformis is een mosdiertjessoort uit de familie van de Cystodictyonidae. De wetenschappelijke naam van de soort is voor het eerst geldig gepubliceerd in 1874 door Nicholson.